# Acantholimon kandaharense
Acantholimon kandaharense är en triftväxtart som beskrevs av Karl Heinz Rechinger. Acantholimon kandaharense ingår i släktet Acantholimon och familjen triftväxter. Inga underarter finns listade i Catalogue of Life.